# Babi Jar
Babi Jar (ukr. Бабин Яр) – nazwa wąwozu leżącego między dawnymi osadami Łukianowka i Syriec, dziś w obrębie Kijowa, na Ukrainie. W czasie II wojny światowej miejsce kaźni (głównie Żydów) i lokalizacja niemieckiego nazistowskiego obozu koncentracyjnego.

## Przyczyny

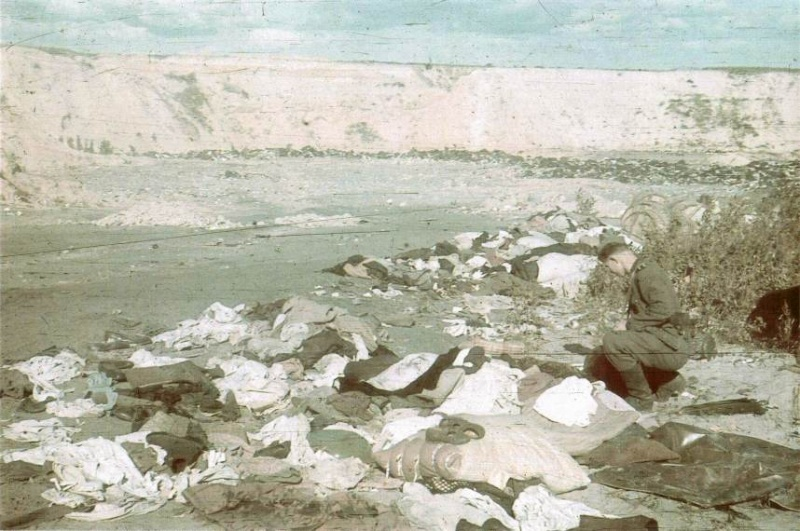
Johannes Hähle udokumentował ślady masakry w Babim Jarze dzień po zakończeniu egzekucji, 1 października 1941 roku, na filmie barwnym Agfacolor (29 fotografii). Niemiecki żołnierz SS przy rzeczach rozstrzelanych ofiar egzekucji

W drugiej połowie września 1941 r. armia niemiecka zajęła Kijów, zamieszkany przez prawie 900 tysięcy osób. Wcześniej kilkadziesiąt tysięcy Żydów uciekło w głąb terytorium ZSRR, przy czym część z nich, zatrudniona w strategicznym radzieckim przemyśle zbrojeniowym, została wywieziona siłą. W Kijowie pozostało ok. 120–130 tys. Żydów. Wielu z nich liczyło na to, że okupacja niemiecka przyniesie ulgę w porównaniu do radzieckiego, stalinowskiego reżimu. Niemcy jednak ustanowili getto żydowskie w Kijowie oraz rozpoczęli serię ulicznych rozstrzeliwań.
Zajęcie Kijowa nastąpiło po zaciekłym oporze sił radzieckich i wśród nieoczekiwanych trudności. Wiele budynków i instalacji zostało zaminowanych, doprowadzając niemieckich żołnierzy i władze na skraj wytrzymałości. Między 24 a 26 września centrum miasta wstrząsały potężne wybuchy, niszcząc miejsca kwaterowania sztabów Wehrmachtu i zabijając kilkuset żołnierzy. Oskarżono Żydów o sabotaż i spowodowanie strat wśród Niemców, poniesionych przy gaszeniu pożarów i rozminowywaniu miasta. Dowódcy SS i wojska, obsesyjnie skupieni na bezpieczeństwie oraz ukaraniu winnych, spotkali się 26 września, by omówić sytuację i ustalić odpowiednie „środki odwetowe”. Przedstawiciele grupy specjalnej zostali poinformowani: „Musicie zająć się rozstrzeliwaniami”, choć dowódcy armii nie wyrażali sprzeciwu wobec masakry i nawet do niej zachęcali. Raport SS dla Berlina potwierdzał: „Wehrmacht zgadza się na te środki i żąda radykalnego podejścia”.
Dowództwo wojskowe w składzie:
- Generalmajor Kurt Eberhard,
- Höherer SS- und Polizeiführer, SS-Obergruppenführer Friedrich Jeckeln,
- Dowódca oddziałów Einsatzgruppe C, SS-Brigadeführer Dr Otto Rasch i
- Dowódca oddziałów Einsatzgruppe 4a, SS-Standartenführer Paul Blobel

wyselekcjonowało siły wojskowe do przeprowadzenia akcji (tworząc złożony z różnych jednostek niemieckich oddział o nazwie Sonderkommando 4a) oraz zlokalizowało akcję zagłady na terenie Babiego Jaru. Metoda egzekucji odpowiadała przyjętym wytycznym dla zagłady Żydów na terenie ZSRR, przez działalność tzw. Einsatzgruppen.

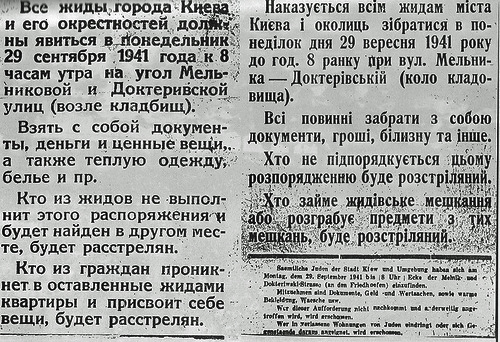
Rozkaz niemieckiego dowództwa

W dniu Jom Kipur, 29 września 1941 r., kazano zebrać się wszystkim Żydom we wskazanym miejscu z pieniędzmi, kosztownościami oraz ciepłymi ubraniami, co sugerowało daleką podróż. Z miejsca zbiórki grupami po sto osób Żydzi w obstawie SS i Ukraińskiej Policji Pomocniczej wymaszerowywali w kierunku jaru. Na miejscu w grupach 10-osobowych podchodzili do wąwozu i zostawali zabici strzałami z broni automatycznej. Jak zeznawał później Fritz Höfer, rozebranych Żydów prowadzono do wąwozu o dużych wymiarach. Gdy byli już na brzegu wąwozu, kładziono ich na ziemi lub już zabitych Żydach. Kiedy człowiek już leżał, przychodził strzelec i zabijał go strzałem w tył głowy. Egzekucje trwały całymi dniami aż do 3 października. Wedle niemieckich raportów zabito wówczas 33 761 Żydów.
Egzekucje powtarzały się w tym miejscu (aż do ponownego wkroczenia Armii Czerwonej do Kijowa) na Żydach, Ukraińcach, Polakach, Romach, Sinti. W sumie liczba ofiar rozstrzeliwań mieści się w zakresie 100–150 tys. osób.

## Obóz koncentracyjny
Po pierwszych masowych egzekucjach na terenie Babiego Jaru funkcjonował obóz koncentracyjny, gdzie więziono ponad 300 osób: komunistów, uczestników ruchu oporu i jeńców wojennych. Wobec zbliżającej się Armii Czerwonej, w połowie 1943 roku Niemcy kazali więźniom obozu wykopywać zwłoki pomordowanych i dokonywać kremacji na ogromnych rusztach. We wrześniu 1943 r., w obliczu perspektywy likwidacji obozu, zdesperowani więźniowie zbuntowali się – ok. 15 osobom udało się uciec, pozostałych rozstrzelano.

## Dzieje powojenne

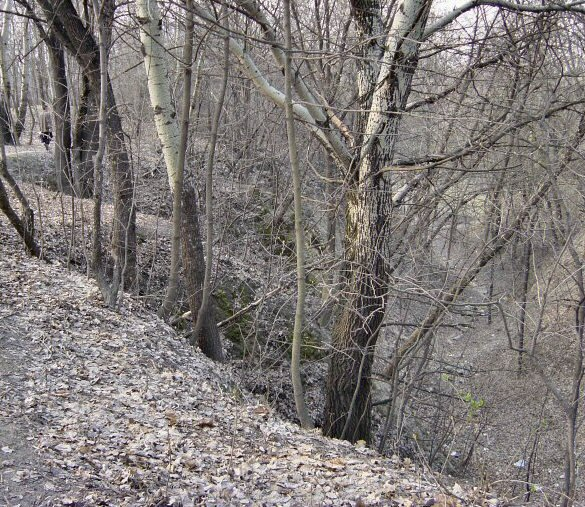
Współczesny widok Babiego Jaru

Bezpośrednio po wojnie miejsce masakry nie zostało upamiętnione ze względu na stalinowską politykę antysemityzmu. W latach 50. XX wieku na podstawie decyzji miejskiego komitetu Komunistycznej Partii Ukrainy na teren wąwozu zaczęto wlewać zmieszane z wodą odpady budowlane, osłaniając dzielnicę Kureniwka wałem retencyjnym. W wyniku wadliwej budowy wał pękł 13 marca 1961 roku, zalewając ulicę Frunzego i jej okolice, wskutek czego lawina błotnistej mazi zabiła 1,5–2 tys. osób (patrz: katastrofa kureniwska). W kolejnych latach wąwóz całkiem zasypano, budując w pobliżu park i stację metra Dorogożycze.
We wczesnych latach sześćdziesiątych temat Babiego Jaru pojawił się w sztuce (poezji, literaturze, muzyce) za sprawą takich artystów jak Anatolij Kuzniecow, Wiktor Niekrasow, Jewgienij Jewtuszenko, Dmitrij Szostakowicz czy Bułat Okudżawa. Wówczas ustawiono tam pamiątkowy obelisk, niezawierający jednak precyzyjnej inskrypcji. Dziś na terenie parku znajduje się kilka pomników, m.in. pomnik Menory i pomnik Ofiar Dzieci. Od 1990 r. żydowskie organizacje ukraińskie odznaczają medalem „Sprawiedliwego z Babiego Jaru” (ukr. Праведник Бабиного Яру) osoby, które ratowały Żydów od tej zagłady. Do dziś medal ten otrzymało ponad 400 osób.
1 marca 2022 r., w trakcie rosyjskiej inwazji na Ukrainę miejsce to zostało ostrzelane przez siły rosyjskie, które próbowały zniszczyć pobliską kijowską wieżę telewizyjną. W wyniku ataku zginęło co najmniej pięć osób. Na terenie kompleksu muzealnego zapalił się budynek muzeum (który nie był jeszcze używany), a na terenie o powierzchni 140 akrów doszło do uszkodzeń, takich jak spalone i wyrwane z korzeniami drzewa. Najważniejsze pomniki kompleksu nie zostały uszkodzone. Atak spotkał się z potępieniem przez między innymi szereg organizacji żydowskich z całego świata.